# Parmi nous
Pour plus de détails, voir Fiche technique et Distribution.
Parmi nous est un film français réalisé par Clément Cogitore et sorti en 2012.

## Fiche technique
- Titre : Parmi nous
- Réalisation : Clément Cogitore
- Scénario : Clément Cogitore
- Photographie : Sylvain Verdet
- Décors : Frédérique Doublet
- Costumes : Élisa Ingrassia
- Son : Antoine Corbin, Vincent Cosson et Julien Ngo-Trong
- Montage : Isabelle Manquillet
- Musique : Olivier Bombarda
- Sociétés de production : France 2 - Kazak Productions
- Pays d'origine :  France
- Durée : 30 minutes
- Date de sortie : France - 22 janvier 2012[1]

## Distribution
- Murat Subasi
- Maurad Saad
- Khalifa Natour

## Sélections
- Lutins du court métrage 2012[2]
- Festival du court métrage de Clermont-Ferrand 2012[3]